# ماك جواشيم
ماك جواشيم (بالإنجليزية: Mac Joachim) (مواليد 1925) هو ملاكم هندي سابق، مثّل بلاده في الألعاب الأولمبية الصيفية 1948.

## روابط خارجية
ماك جواشيم على موقع أوليمبيديا (الإنجليزية)